# Benjamin Harrison
Benjamin Harrison (20. srpna 1833 North Bend – 13. března 1901 Indianapolis) byl 23. prezident Spojených států, příslušník Republikánské strany.
Než nastoupil do funkce, byl senátorem za stát Indiana. Od svých politických oponentů si vysloužil přezdívky Kid Gloves a Little Ben (kvůli malé postavě). Benjamin Harrison vládl čtyři roky. Jeho předchůdcem i následovníkem byl Grover Cleveland.
Byl vnukem Williama Henryho Harrisona, devátého prezidenta USA, a synem kongresmana Johna Scotta Harrisona. Vystudoval práva na Miami University a provozoval advokátní praxi, zúčastnil se občanské války v řadách Cumberlandské armády a získal hodnost brigádního generála.
V prezidentských volbách roku 1888 získal o téměř sto tisíc hlasů méně než Grover Cleveland, ve Sboru volitelů však měl převahu 233 ku 168. Jeho působení ve funkci bylo charakterizováno silným protekcionismem, prosadil výrazné zvýšení dovozních cel, tzv. McKinleyův tarif. Příjmy z cel byly použity na penze pro válečné veterány. Za jeho prezidentování poprvé překročil státní rozpočet hranici miliardy dolarů, proto se tehdejšímu Kongresu říkalo Billion Dollar Congress. Také byl přijat Shermanův zákon, snažící se omezit vliv trustů. Prezident Harrison prosazoval energickou zahraniční politiku, investoval do armády a námořnictva, svolal jednání o užší integraci amerických států, usiloval o připojení Havaje a pokoušel se intervenovat v občanské válce v Chile. Snažil se omezit přistěhovalectví, za jeho vlády byla zřízena stanice na Ellis Islandu, prověřující zájemce o vstup do země. Harrison také chtěl udělit Afroameričanům volební právo, nepodařilo se mu však zlomit nesouhlas jižanských států. Vedl válku se Siouxy, v roce 1890 došlo k masakru u Wounded Knee. Během Harrisonova prezidentování došlo k rozvoji oblastí na západě, do Unie byly přijaty nové státy Severní Dakota, Jižní Dakota, Montana, Washington, Idaho a Wyoming. Podepsal zákon, který umožňoval státu vyvlastnit lesy, jejichž ochrana bude ve veřejném zájmu.
Byl prvním americkým prezidentem, jehož hlas byl zaznamenán fonografem, a také nechal do Bílého domu zavést elektřinu. Byl posledním prezidentem, který během působení ve funkci nosil plnovous.
V roce 1908 byla v Indianapolis odhalena jeho socha od Charlese Henryho Niehause. Byla po něm také pojmenována vojenská základna Fort Benjamin Harrison a loď třídy Liberty SS Benjamin Harrison.